# Yuan An

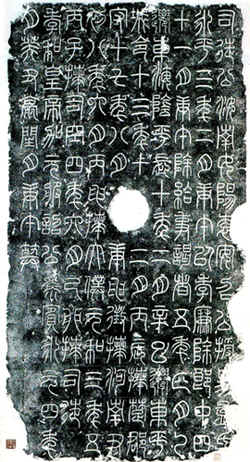
Estela commemorativa en honor de Yuan An erigida el 117.

Yuan An   (Xina, segle I - Xina, 9 d'abril de 92 dC) va ser un prominent erudit, administrador i home d'estat de les corts de l'emperador Zhang i de l'emperador He de la dinastia Han. És considerat el fundador del poderós clan Yuan de Ru'nan, una de les famílies aristocràtiques líders de Han Orental.

## Biografia
Nascut a Ruyang (汝陽), Comanderia Runan (prop de l'actual Shangshui, província de Henan) en una família noble, Yuan Un coneixement heretat al Llibre dels canvis del seu avi Yuan Liang (袁良), que havia assolit el càrrec de magistrat cap als 25 anys. aprenent, Yuan An es va establir una reputació a la seva comandament nativa. Després d'una mica d'experiència clerical, va ser recomanat com a "Filially Pious and Incorrupt" pel magistrat de Ruyang l'any 60 i va viatjar a Luoyang per servir a la cort imperial. L'any 62 va abandonar la capital i durant els vuit anys següents va ocupar els càrrecs relativament insignificants de cap i després de magistrat a les províncies orientals.
El 2 de febrer del 71, Yuan An va rebre la seva primera tasca important com a Gran Administrador de la Comanderia Chu, per investigar Liu Ying , el rei del Chu, que va ser acusat d'heretgia i traïció,i milers de veïns van ser acusats d'estar implicats en la trama. A Chu, Yuan An va salvar quatre-centes llars innocents, malgrat les advertències que aquest acte el podria qualificar de "simpatitzant dels rebels". Els procediments administratius i judicials posteriors van ser considerats amb satisfacció per l'emperador He. 74, Yuan va ser cridat a la capital per servir com a intendent de Henan, amb responsabilitats executives al territori que envolta Luoyang. En aquest paper, el Hou Han Shu afirma que "els amos de la capital el respectaven i el seu nom pesava molt a la cort imperial".